# Дуброво (Орехово-Зуевский район)
Дубро́во — деревня в Орехово-Зуевском муниципальном районе Московской области. Входит в состав сельского поселения Новинское. Население — 156 чел. (2010).

## География
Деревня Дуброво расположена в западной части Орехово-Зуевского района, примерно в 14 км к югу от города Орехово-Зуево. В 1 км к западу от деревни протекает река Студенка. Высота над уровнем моря 122 м. Ближайшие населённые пункты — деревни Стенино, Язвищи и Коротково.

## Название
Название происходит от термина дуброва — «густой, дремучий лес», реже «дубровая роща».

## История
В 1926 году деревня являлась центром Дубровского сельсовета Запонорской волости Орехово-Зуевского уезда Московской губернии.
С 1929 года — населённый пункт в составе Куровского района Орехово-Зуевского округа Московской области, с 1930-го, в связи с упразднением округа, — в составе Куровского района Московской области. В 1959 году, после того как был упразднён Куровской район, деревня была передана в Орехово-Зуевский район.
В 1994—2004 годах Дуброво было центром Язвищенского сельского округа Орехово-Зуевского района, а с 2004 года и до муниципальной реформы 2006 года входило в состав Новинского сельского округа.

## Население
В 1926 году в деревне проживало 380 человек (178 мужчин, 202 женщины), насчитывалось 84 хозяйства, из которых 80 было крестьянских. По переписи 2002 года — 208 человек (99 мужчин, 109 женщин).
| 1926 | 2002 | 2006 | 2010 |
| ---- | ---- | ---- | ---- |
| 380  | ↘208 | ↘174 | ↘156 |